# Kunstwettbewerbe bei den Olympischen Spielen
Kunstwettbewerbe bei den Olympischen Spielen wurden von 1912 bis 1948 ausgetragen. Die Idee dazu geht auf Pierre de Coubertin, den Begründer der modernen olympischen Bewegung, zurück. Medaillen wurden für Werke verliehen, die einen Bezug zum Sport aufweisen, und zwar in den fünf Bereichen Architektur, Literatur, Musik, Malerei und Bildhauerei. Die Kunstwettbewerbe wurden 1954 endgültig aus dem Programm der Olympischen Spiele gestrichen. 1956 nahmen kulturelle Veranstaltungen den Platz der Kunstwettbewerbe ein. Während sämtliche Athleten die strengen Regeln des Amateurstatus befolgen mussten, waren Künstler auch dann teilnahmeberechtigt, wenn sie mit der Kunst ihren Lebensunterhalt verdienten.

## Geschichte

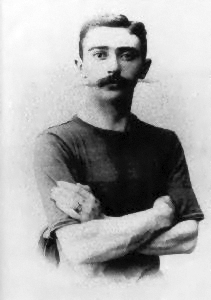
IOC-Präsident Pierre de Coubertin gewann unter einem Pseudonym eine Literatur-Goldmedaille

Mit der Gründung des Internationalen Olympischen Komitees (1894) und der Durchführung der I. Olympischen Spiele der Neuzeit in Athen (1896) sah Pierre de Coubertin seine Ideale – die Förderung von geistiger und körperlicher Gesundheit sowie die Austragung sportlicher Wettkämpfe anstatt des Führens von Kriegen – erfüllt. Ein weiterer seiner Wünsche war es, Kunst und Sport zu verbinden, weshalb er die Durchführung von gleichberechtigten Kunstwettbewerben bei den Olympischen Spielen vorschlug.
Im Mai 1906 organisierte de Coubertin eine Konferenz in Paris, zu der neben IOC-Mitgliedern auch Vertreter von Künstlerorganisationen eingeladen waren. Die Konferenz endete mit einem Auftrag an das IOC, in den fünf Bereichen Architektur, Literatur, Musik, Malerei und Bildhauerei Kunstwettbewerbe durchzuführen. Die eingereichten Kunstwerke mussten dabei vom Sport inspiriert sein.
Es begannen Vorbereitungen für die Durchführung solcher Wettbewerbe bei den Olympischen Spielen 1908, für welche die Stadt Rom als Austragungsort vorgesehen war. Doch die italienischen Organisatoren waren wegen finanzieller Schwierigkeiten nicht in der Lage, die Spiele ordnungsgemäß vorzubereiten, so dass das IOC im Jahr 1907 London als Austragungsort bestimmte. Die britischen Organisatoren waren zwar grundsätzlich bereit, die Kunstwettbewerbe ins Programm aufzunehmen, doch letztlich mussten diese wegen zu kurzer Vorbereitungszeit abgesagt werden. Man war der Meinung, die Künstler hätten durch die veränderten Umstände nicht genügend Zeit, um ihre Werke zu erschaffen und einzuschicken.
Pierre de Coubertin ließ sich durch diesen Rückschlag nicht entmutigen, sondern setzte alles daran, die Kunstwettbewerbe ins Programm der Olympischen Sommerspiele 1912 in Stockholm aufzunehmen. Obwohl die schwedischen Organisatoren dieser Idee anfänglich ablehnend gegenüberstanden, lenkten sie schließlich ein. Die Anzahl der eingegangenen Werke war jedoch eher enttäuschend, denn lediglich 35 Künstler hatten sich beteiligt. Dennoch wurden in allen Kategorien Medaillen vergeben.
Bei den Olympischen Sommerspielen 1920 in Antwerpen standen die Kunstwettbewerbe erneut auf dem Programm, wurden von der Öffentlichkeit jedoch kaum beachtet und hatten den Charakter einer Nebenveranstaltung. Dies änderte sich jedoch vier Jahre später in Paris. Erstmals nahmen Künstlerkreise die Kunstwettbewerbe ernst, denn nicht weniger als 193 Werke wurden zur Beurteilung eingesandt. Bemerkenswert war auch die Teilnahme von drei Künstlern aus der Sowjetunion, denn das Land nahm bis 1952 nicht an den Sportwettkämpfen teil, weil es die Olympischen Spiele als „bourgeoise Veranstaltung“ betrachtete.
Die Bedeutung der Kunstwettbewerbe nahm bei den Olympischen Sommerspielen 1928 in Amsterdam nochmals deutlich zu. Im Stedelijk Museum wurden über 1100 Werke ausgestellt, die Literatur-, Musik- und Architekturbeiträge noch nicht einmal eingerechnet. Vier der fünf Kategorien teilte man in weitere Unterkategorien auf. Den Künstlern war es erlaubt, alle ihre Kunstwerke am Ende der Ausstellung zu verkaufen. Dies war eher kontrovers, wenn man bedenkt, dass das IOC sonst strikt am Amateurstatut festhielt.
Wegen der Weltwirtschaftskrise und der damals eingeschränkten Erreichbarkeit von Los Angeles gab es bei den sportlichen Wettkämpfen der Olympischen Sommerspiele 1932 bedeutend weniger Teilnehmer als 1928. Die Kunstwettbewerbe hingegen waren nicht davon betroffen, die Anzahl der eingegangenen Arbeiten blieb stabil. Insgesamt besuchten 384.000 Menschen die Ausstellung im „Los Angeles Museum of History, Science and Art“. Die Kunstwettbewerbe bei den Olympischen Sommerspielen 1936 in Berlin und den Olympischen Sommerspielen 1948 in London fanden beim Publikum ähnlich großen Zuspruch, auch wenn die Anzahl der Wettbewerbsteilnehmer spürbar sank.
Am IOC-Kongress in Rom im Jahr 1949 wurde ein Bericht veröffentlicht, der aufzeigte, dass praktisch alle Teilnehmer der Kunstwettbewerbe von ihrer künstlerischen Arbeit lebten. Da dies dem Amateurstatut widersprach, sollten die Wettbewerbe abgeschafft und durch eine Ausstellung ohne Auszeichnungen oder Medaillen ersetzt werden. Der Bericht verursachte innerhalb des IOC eine heftige Debatte. Am Kongress des Jahres 1951 beschloss das IOC die Wiedereinführung bei den Olympischen Sommerspielen 1952 in Helsinki. Doch die finnischen Organisatoren machten Zeitmangel für die Vorbereitungen geltend und so fanden weder Kunstwettbewerbe noch reine Kunstausstellungen statt.
Am IOC-Kongress 1954 beschlossen die Mitglieder, die Kunstwettbewerbe endgültig durch Ausstellungen zu ersetzen. Später gab es zahlreiche Versuche, auf diesen Entscheid zurückzukommen, jedoch ohne Auswirkungen. Allerdings verpflichtete ein Zusatz in der Olympischen Charta die Organisatoren zukünftiger Spiele zur Durchführung von kulturellen Anlässen, um „die harmonischen Beziehungen, das gegenseitige Verständnis und die Freundschaft zwischen den Teilnehmern und den Besuchern der Olympischen Spiele zu fördern“.

## Wettbewerbe
Zwischen 1912 und 1948 änderten sich die Detailregeln für die Kunstwettbewerbe, doch die Hauptregeln blieben immer gleich. Alle eingereichten Arbeiten mussten vom Sport inspiriert und Originale sein (d. h., sie durften nicht vor den Olympischen Spielen veröffentlicht worden sein). Wie bei den sportlichen Wettkämpfen überreichte man den Künstlern Gold-, Silber- und Bronzemedaillen. Allerdings konnten nicht in allen Wettbewerben sämtliche Medaillen vergeben werden. Bei wenigen Anlässen wurden mangels Teilnehmern überhaupt keine Medaillen überreicht. Den Künstlern war es erlaubt, mehrere Kunstwerke einzureichen, wenn auch die Anzahl manchmal begrenzt wurde. Dadurch war es einem Künstler theoretisch möglich, im selben Wettbewerb mehrere Medaillen zu gewinnen.
Kunstwettbewerbe fanden in den Bereichen Architektur, Literatur, Musik, Malerei und Bildhauerei statt. Mehrmals wurde der Vorschlag gemacht, auch Tanz, Film, Fotografie oder Theater zu berücksichtigen, doch das IOC nahm keine dieser künstlerischen Ausdrucksformen ins Programm auf.

### Architektur

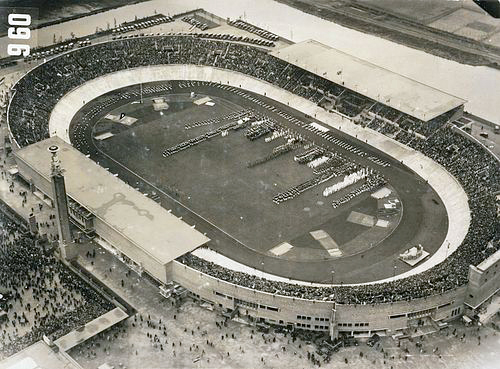
1928 wurden die Pläne des Amsterdamer Olympiastadions mit einer Goldmedaille geehrt

Im Bereich Architektur gab es zwei Kategorien. In der Kategorie „allgemeine Architektur“ fanden Wettbewerbe von 1912 bis 1948 statt, die Kategorie „Städtebau“ kam 1928 hinzu. Die Trennlinie war nicht immer klar definiert und einige Entwürfe erhielten Auszeichnungen in beiden Kategorien. Architektonische Beiträge durften im Gegensatz zu den anderen Wettbewerben schon vor den Olympischen Spielen „veröffentlicht“ (bzw. gebaut) werden. Ein bekanntes Beispiel dafür ist Jan Wils, der 1928 eine Goldmedaille für das Amsterdamer Olympiastadion erhielt.

### Musik
Bis einschließlich 1932 gab es im Bereich Musik einen einzigen Wettbewerb. 1936 erfolgte eine Aufteilung in die Kategorien Orchester, Instrumentalmusik, Sologesang und Chorgesang. 1948 wurden diese Kategorien umgewandelt in Chor/Orchester, Instrumental/Kammermusik und Gesang. Die Jury hatte oft Mühe, die auf Notenblättern eingereichten Stücke zu bewerten, weil die Stücke nicht vorgetragen wurden. Aus diesem Grund wurden bei einigen Entscheidungen nicht alle möglichen Medaillen vergeben. Zweimal verzichtete die Jury sogar ganz auf eine Medaillenvergabe, 1924 in der allgemeinen Musikkategorie und 1936 in der Kategorie Instrumentalmusik. Nur 1936 führte man die Musikstücke öffentlich auf, wenn auch nur die siegreichen.

### Malerei
Die allgemeine Malereikategorie wurde 1928 in die drei Unterkategorien Zeichnungen, Grafikdesign und Gemälde aufgeteilt. Bei jeder nachfolgenden Veranstaltung änderte sich das Programm. 1932 lauteten die Kategorien: Gemälde, Druckerzeugnisse, Aquarelle und Zeichnungen. Vier Jahre später waren die Druckerzeugnisse nicht mehr im Programm und wurden durch Grafikdesign und Werbegrafik ersetzt. Die drei Kategorien bei den letzten Kunstwettbewerben im Jahr 1948 waren angewandte Kunst, Kupferstich/Radierung und Ölgemälde/Aquarelle.

### Bildhauerei
Auch der Bildhauerwettbewerb wurde 1928 aufgeteilt, und zwar in die Kategorien Statue und Relief/Medaille. Letztere teilte man 1936 weiter auf in Relief und Medaille.

## Teilnehmer

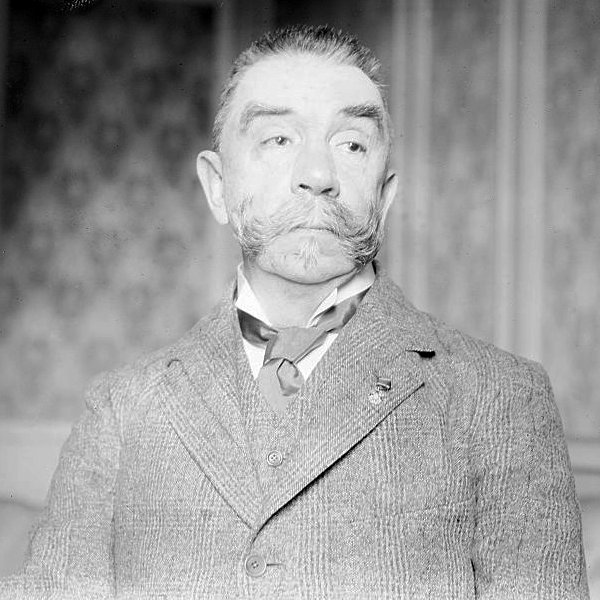
Walter Winans

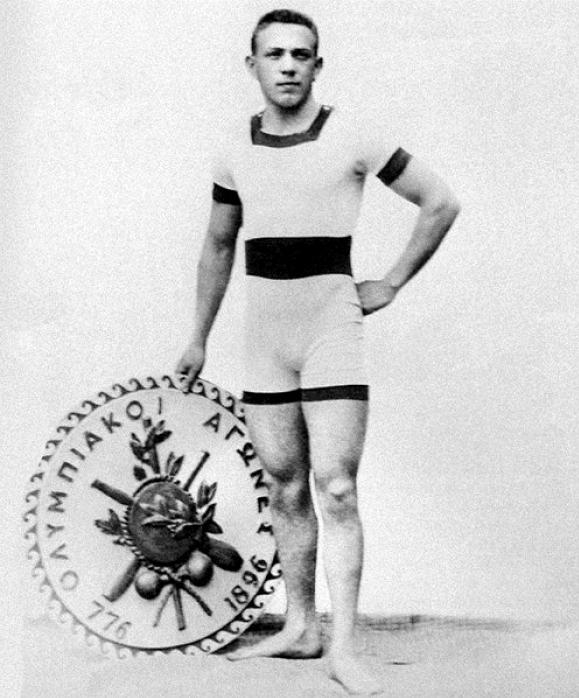
Alfréd Hajós

Obwohl mehrere Kunst-Olympiamedaillengewinner in ihren jeweiligen Heimatländern einige Bedeutung erlangt haben, sind nur wenige weltweit bekannt geworden. Bei den Sommerspielen 1924 beispielsweise waren die Jurymitglieder (darunter die Schriftstellerin Selma Lagerlöf und der Komponist Igor Fjodorowitsch Strawinski) weitaus bekannter als die Wettbewerbsteilnehmer.
Berücksichtigt man die Anzahl der gewonnenen Medaillen, so ist der luxemburgische Maler Jean Jacoby der erfolgreichste olympische Künstler. 1924 gewann er mit dem Bild Étude de Sport die Goldmedaille, wie auch für die Zeichnung Rugby im Jahr 1928. Der Schweizer Künstler Alex Diggelmann gewann drei Medaillen; 1936 eine goldene für das Plakat Arosa I Placard sowie 1948 eine Silber- und eine Bronzemedaille in der Kategorie „Angewandte Kunst“ für je ein Werbeplakat. Der dänische Schriftsteller Josef Petersen gewann an drei Austragungen je eine Silbermedaille (1924, 1932 und 1948).
Nur zwei Personen haben sowohl in einem sportlichen wie auch in einem künstlerischen Wettbewerb eine Medaille gewonnen. Der in England lebende US-Amerikaner Walter Winans gewann 1908 Gold als Sportschütze in der Disziplin „Laufender Hirsch (Doppelschuss)“. 1912 gewann er sowohl eine Silbermedaille in der Disziplin „Laufender Hirsch (Mannschaft)“ als auch eine Goldmedaille für seine Skulptur „An American Trotter“. Alfréd Hajós aus Ungarn war 1896 zweifacher Olympiasieger im Schwimmen gewesen und gewann 28 Jahre später eine Silbermedaille für seinen Entwurf des Schwimmstadions in Budapest.
Zwei Präsidenten des Internationalen Olympischen Komitees nahmen ebenfalls an olympischen Kunstwettbewerben teil. 1912 hatte Pierre de Coubertin unter dem Pseudonym „Georges Hohrod und Martin Eschbach“ die „Ode an den Sport“ eingereicht und war damit Olympiasieger in der Literaturkategorie geworden. Avery Brundage, der 1912 am Zehnkampf teilgenommen hatte, reichte 1932 und 1936 literarische Werke ein.
John Copley aus Großbritannien war 73 Jahre alt, als er 1948 Zweiter in der Kategorie „Gravur und Kupferstecherei“ wurde; damit ist er der älteste Olympiamedaillengewinner aller Zeiten. Der älteste Medaillengewinner in einem Sportwettbewerb ist der schwedische Sportschütze Oscar Swahn, der seine letzte Medaille im Alter von 72 Jahren gewann.

## Medaillengewinner
| - Stockholm 1912 - Antwerpen 1920 - Paris 1924 - Amsterdam 1928 | - Los Angeles 1932 - Berlin 1936 - London 1948 |

## Dokumentarfilme
- Feuer und Flamme für die Kunst – Die Geschichte der Olympischen Kunstwettbewerbe von 1912 bis 1948. 52 Min. Buch und Regie: Alexa Oona Schulz. In Zusammenarbeit mit arte und Koproduktion mit dem SWR. Deutschland 2012 (DVD-Veröffentlichung: Absolut Medien, Berlin 2012, ISBN 978-3-8488-1999-7).[1][2]